# Robert Cena
Robert Cena (ur. 17 stycznia 1863 w Morawsku, zm. 13 grudnia 1945 w Chłopicach) – polski działacz ruchu ludowego w Galicji, poseł do austriackiej Rady Państwa.

## Życiorys

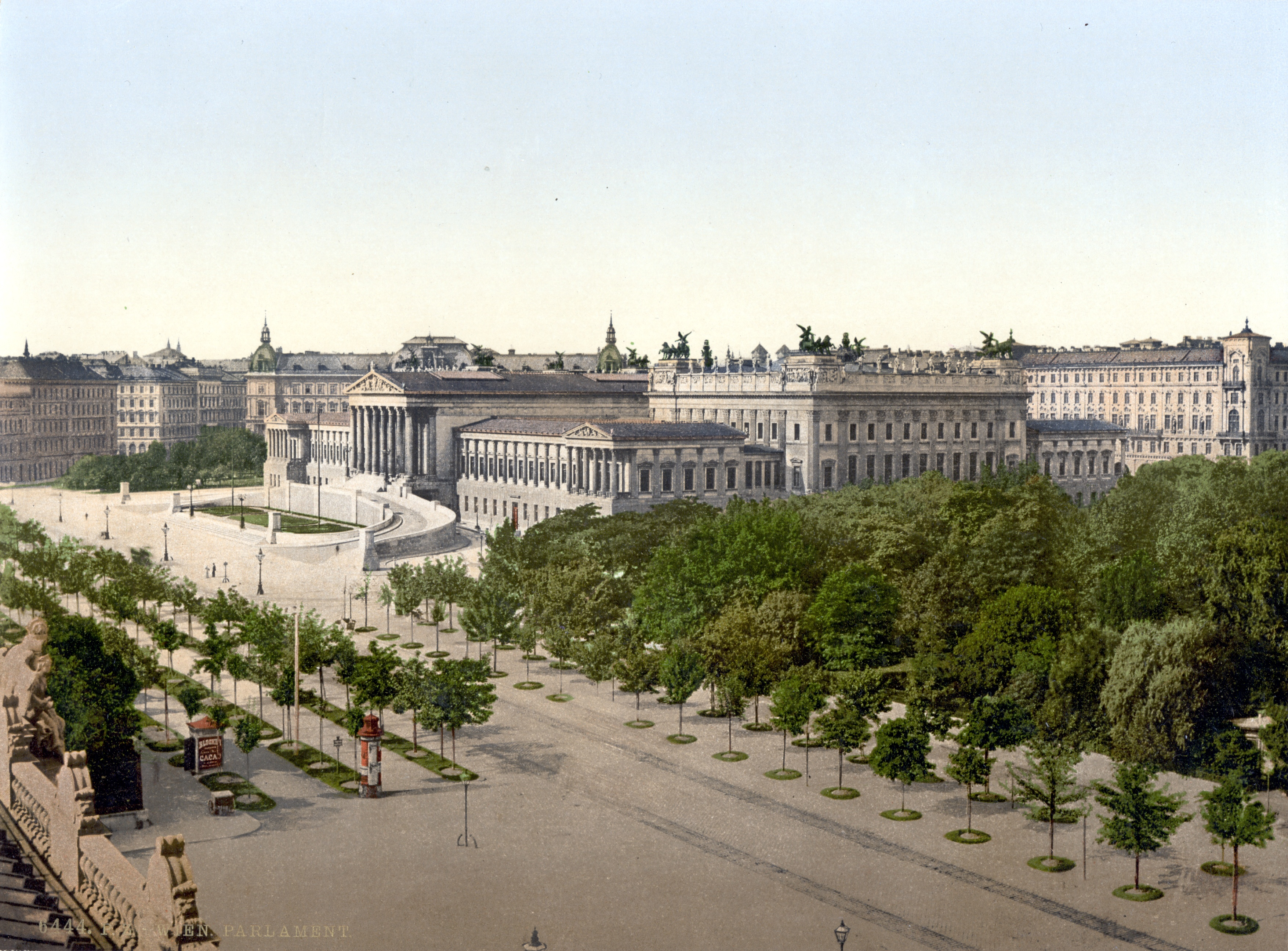
Rada Państwa (parlament) w Wiedniu około roku 1900

Ukończył szkołę ludową w Morawsku. Przez cztery lata służył jako podoficer artylerii w armii austriackiej. Prowadził gospodarstwo rolne, był aktywistą związków hodowców bydła i długoletnim członkiem Pierwszego Galicyjskiego Towarzystwa Chowu Drobiu, Gołębi i Królików w Jarosławiu.
Działalność w ruchu ludowym rozpoczął jako prominentny członek Stronnictwa Chrześcijańsko-Ludowego, należał do grupy współpracowników ks. Stanisława Stojałowskiego. Był jednym z propagatorów zakładania kółek rolniczych. Za wystąpienia w czasie chłopskich protestów, a także za propagowanie czasopism wydawanych przez ks. Stojałowskiego „Wieniec” i „Pszczółka” (w których publikował) nałożono na niego karę kościelną odmowy udzielenia rozgrzeszenia. Zakaz ten był omijany przez dominikanów z Jarosławia. Robert Cena był współzałożycielem spółdzielni kredytowych w powiatach jarosławskim i cieszanowskim. Był doświadczonym mówcą na wiecach i zgromadzeniach.

Chłop na dziesięciu morgach gruntu, wybrany na posła w okręgu Jarosław–Cieszanów z kuryi IV-ej. Osobisty przyjaciel ks. Stojałowskiego, dałby się za niego porąbać. Wysłużony sierżant artyleryi, po niemiecku mówi poprawnie. Już na pierwszym posiedzeniu zwrócił na siebie uwagę zawadyacką miną, białym ordynarnym kożuchem i wielką dozą poufałości, z jaką rozmawiał z Luegerem, pierwszy raz w życiu widzianym. Lat liczy 35, wysoki, silnie zbudowany, twarz pociągła, sympatyczna. Obok Szajera należy do najskrajniejszych radykałów. Dawniej szewcem, kamieniarzem, aktorem, buchalterem, malarzem portrecistą i malarzem pokojowym, pisarzem dramatycznym i nowelistą, redaktorem, technicznym rysownikiem i rzeźbiarzem był.

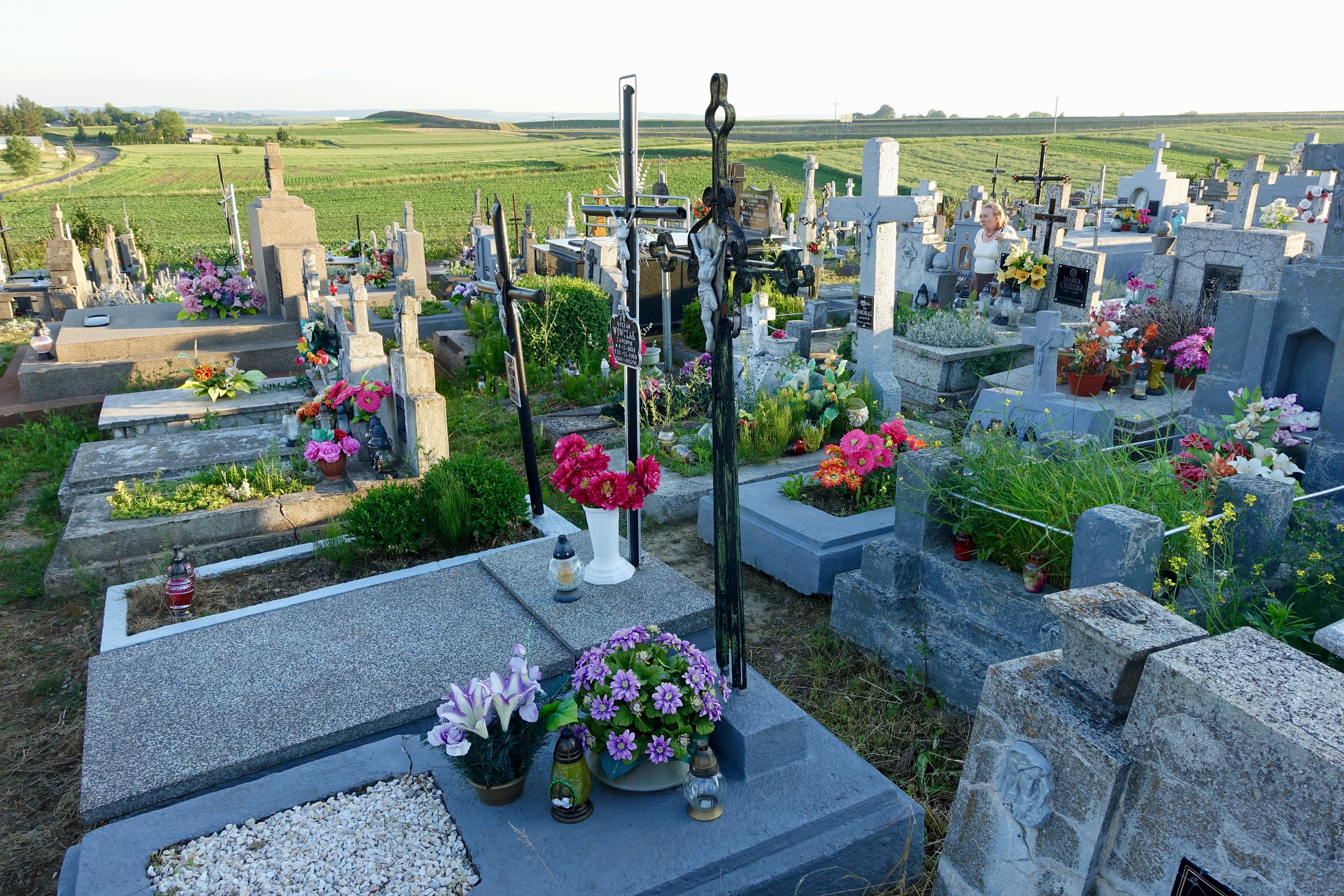
Wiejski cmentarz w Chłopicach z grobem Roberta Ceny

W roku 1897 został wybrany (w IV kurii gmin wiejskich okręgu Jarosław-Cieszanów) z większością 88% głosów do parlamentu austriackiego – Rady Państwa w Wiedniu, gdzie zasiadał do roku 1900 należąc do grupy posłów Stronnictwa Chrześcijańsko-Ludowego wchodzących do Koła Polskiego. W tym czasie dał się poznać jako skuteczny poseł opozycji, m.in. zgłosił 9 wniosków i 6 interpelacji. W następnej kadencji kandydował nieskutecznie z okręgu łańcuckiego.
Od roku 1911 był działaczem Polskiego Stronnictwa Ludowego, podobnie jak wszyscy wybitni współpracownicy ks. Stojałowskiego po jego śmierci, a od 1913 Polskiego Stronnictwa Ludowego „Piast”. Po przewrocie majowym 1926 roku pozostawał w opozycji do obozu Piłsudskiego.
Według Adama Serdecznego, „jego nadrzędnym celem w życiu było ulżenie ciężkiej doli chłopskiej”. Został pochowany na cmentarzu parafialnym w Chłopicach.

## Rodzina i życie prywatne

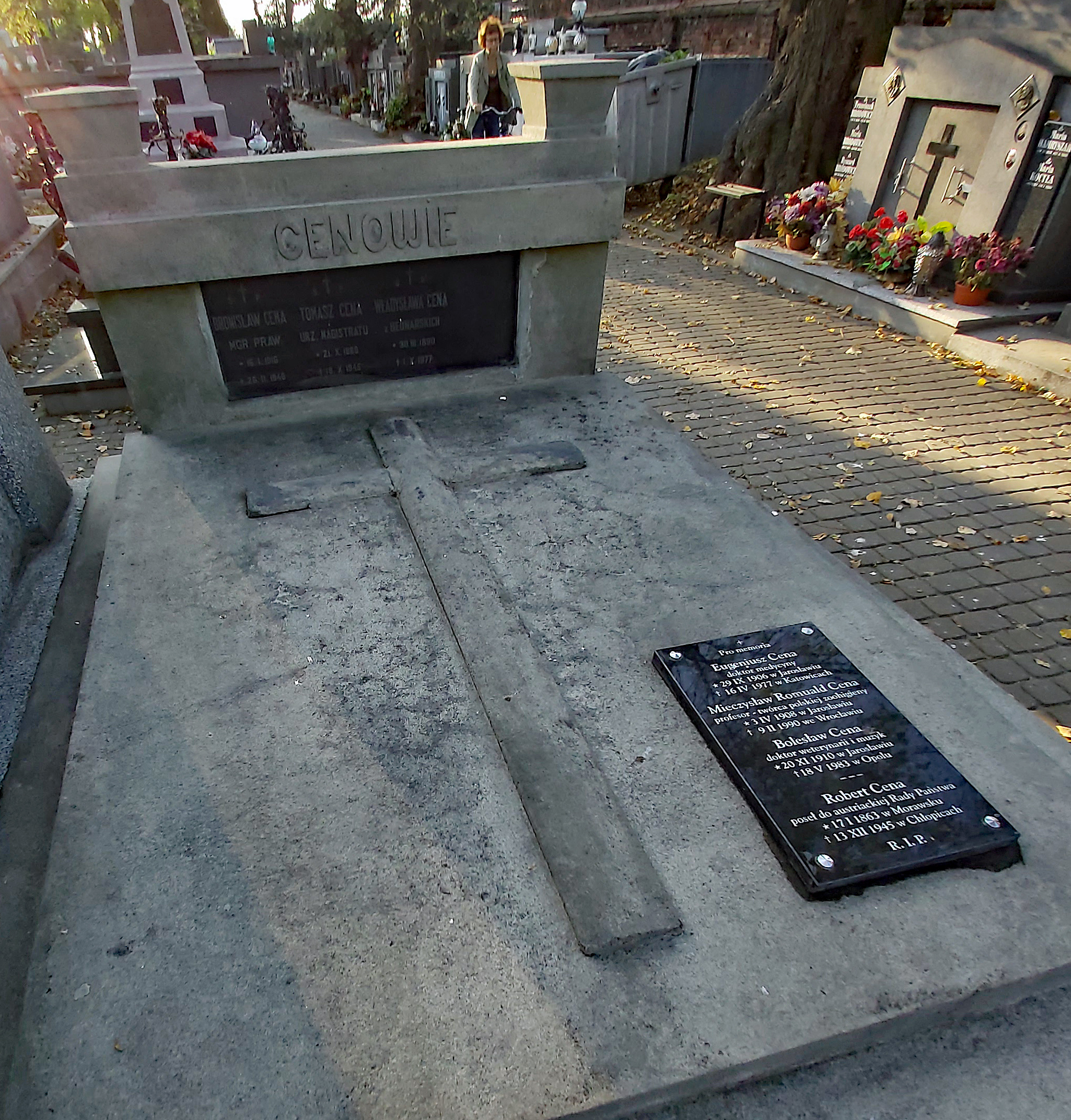
Tablica upamiętniająca Roberta Cenę na grobowcu rodziny na Starym Cmentarzu w Jarosławiu

Pochodził z patriotycznej rodziny chłopskiej z Morawska koło Jarosławia. Był synem Błażeja (ur. 1826) i Ewy (ur. 1829) z domu Poćwierz, którzy zmarli w 1880. Wychowywał się w rodzinie stryja. W 1890 poślubił Rozalię z domu Nietrzeba, miał z nią dwóch synów (Franciszka, który służył w armii Hallera i zmarł w Stanach Zjednoczonych oraz Krzysztofa, który zmarł bezpotomnie w Argentynie) i córkę. Po śmierci Rozalii Robert ożenił się z Zofią Pacułą, z którą miał czterech synów i córkę. W 2006 żył tylko syn Bogusław, który prowadził własne gospodarstwo w Morawsku.